# Farmington (Connecticut)
Farmington je město v okrese Hartford County ve státě Connecticut ve Spojených státech amerických. K roku 2020 zde žilo 26 712 obyvatel.

## Historie

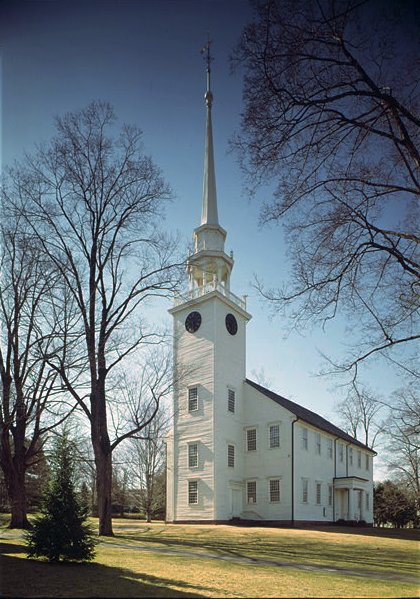
První Kristův chrám

Území bylo osídleno Indiány kmene Tunxis. Britští kolonizátoři sem přišli v roce 1640 pod vedením Thomase Hookera a osadu pod dosud platným názvem založili v roce 1645. Patří k nejstarším sídlům v oblasti. Postupně se z území města oddělovaly další samostatné sídelní jednotky: Southington (1779), Berlin (1785), Bristol (1785), Wolcott (jižní část; 1796), Burlington (1806), Avon (1830), New Britain (1850) a Plainville (1869).

## Kultura a památky
- První Kristův chrám – založen roku 1652, tato stavba v novořeckém stylu pochází z roku 1771, navrhl ji architekt Judah Woodruff.
- Hill-Stead Museum –  sídlo dokončené v roce 1901 pro Alfreda Atmora Popea navržené jeho dcerou Theodate Pope Riddle, jednou z prvních amerických architektek, je známé svou koloniální architekturou. Dům je nyní národní památkou a nachází se zde muzeum, v němž je uložna sbírka impresionistických obrazů autorů jako jsou Manet, Monet, Whistler, Degas a Cassattová.

## Osobnosti
- Theodate Pope Riddle (1867–1946), architektka a filantropka